# 第6回サンフランシスコ映画批評家協会賞
第6回サンフランシスコ映画批評家協会賞は2007年の映画を対象としており、2007年12月10日に受賞者が発表された。

## 受賞一覧

### 作品賞
- 『ジェシー・ジェームズの暗殺』(アンドリュー・ドミニク監督)

### 監督賞
- コーエン兄弟 - 『ノーカントリー』

### 主演男優賞
- ジョージ・クルーニー - 『フィクサー』

### 主演女優賞
- ジュリー・クリスティ - 『アウェイ・フロム・ハー君を想う』

### 助演男優賞
- ケイシー・アフレック - 『ジェシー・ジェームズの暗殺』

### 助演女優賞
- エイミー・ライアン - 『ゴーン・ベイビー・ゴーン』

### オリジナル脚本賞
- タマラ・ジェンキンス - 『マイ・ライフ、マイ・ファミリー』

### 脚色賞
- サラ・ポーリー - 『アウェイ・フロム・ハー君を想う』

### 外国語映画賞
- 『潜水服は蝶の夢を見る』 フランス アメリカ合衆国

### ドキュメンタリー映画賞
- No End in Sight

### マーロン・リッグス賞
- リン・ハーシュマン＝リーソン

### 特別賞
- Colma: The Musical

## 参考
1. ↑  “2007 SAN FRANCISCO FILM CRITICS CIRCLE AWARDS”. 2014年1月30日閲覧。